# بان قائم
بان قائم (الاسم العلمي: Moringa erecta ) هو نوع نباتي يتبع جنس البان من الفصيلة البانية.  